# Aoki Mokubei

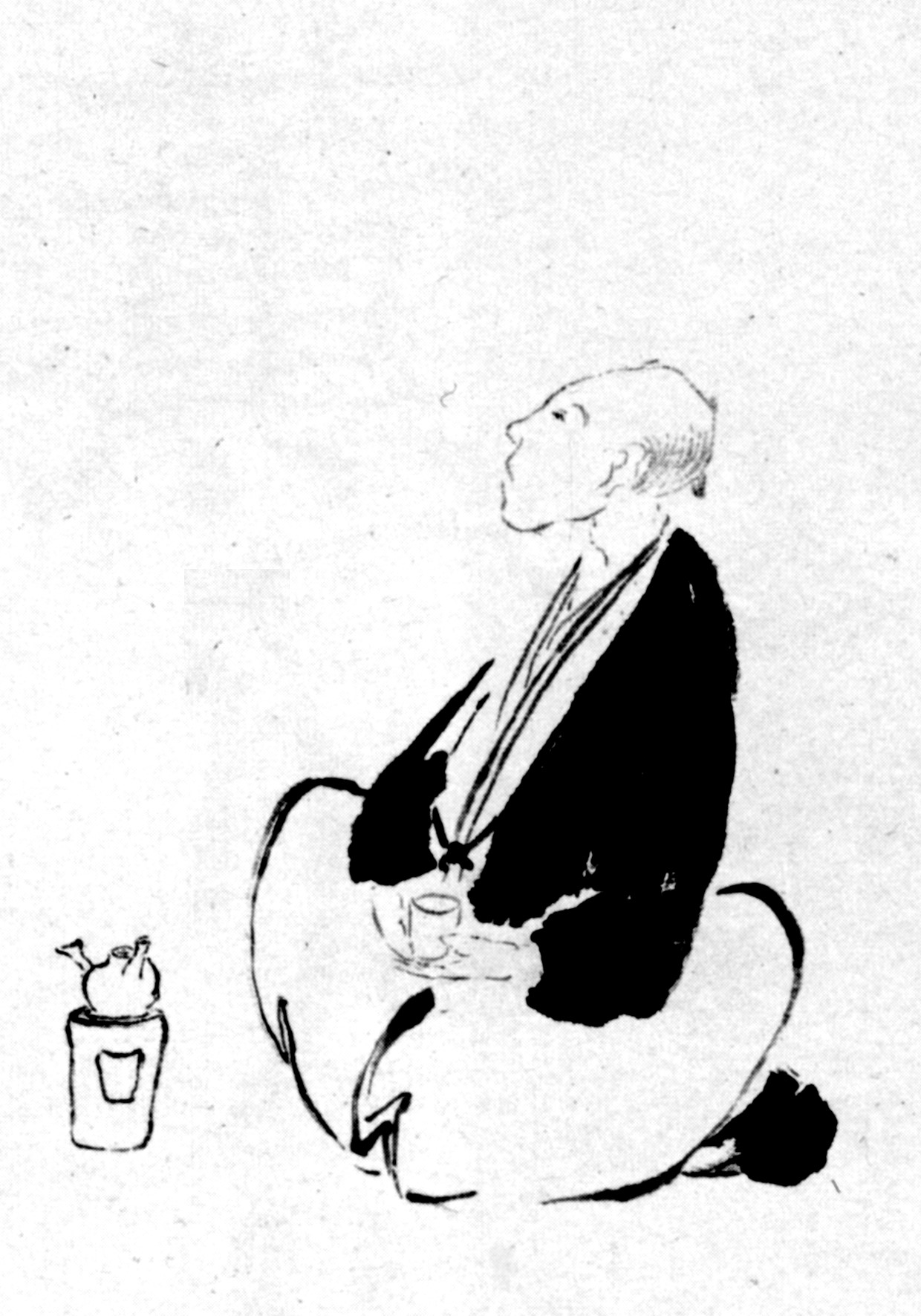
Aoki, gezeichnet von Tanomura, 1823

Aoki Mokubei  (japanisch 青木 木米; * 1767 in Kyoto; † 2. Juli 1833; eigentlicher Name Gensa (玄佐)) war ein japanischer Töpfer und Maler des Nanga-Stils.

## Leben
Aoki, der Sohn eines Teehaus-Besitzers am Kamo-Fluss in Kyoto, zeigte früh ein außerordentliches Interesse an Antiquitäten. Er studierte Malerei unter Kō Fuyō (高 芙蓉; 1722–1784), der ihn in die Grundlagen der Nanga-Malerei einführte. Dann besuchte er 1798 Kimura Kenkadō, der ihn mit Kalligraphie und dazu mit alter Keramik vertraut machte. Zu dieser Zeit begann er selbst unter Okuda Eisen (1753–1811) mit der Töpferei, wobei er seine Objekte mit Tōkō Mokubei signierte. Seine Erfahrungen mit der Dekorierung von Keramik bildeten die Grundlage für seine Weiterentwicklung als Maler. Ab 1801 arbeitete er als Töpfer unter den Kii-Tokugawa, ab 1807 für die Maeda in Kanazawa.  
Als Maler war Aoki am aktivsten in der späteren Hälfte der Bunsei-Ära (1818–1829), wobei er seinen Stil variierte. Sein Farbgefühl, besonders sein Gebrauch von transparentem Indigo und Rot, weist auf seine Keramik-Erfahrung hin. Zu seinen bekanntesten Arbeiten gehört das Bild „Sonniger Morgen am Uji-Fluss“. 
Aoki war befreundet mit Tanomura Chikuden, der ihn als einen der besten Nanga-Maler neben Ike no Taiga einstufte.

## Galerie

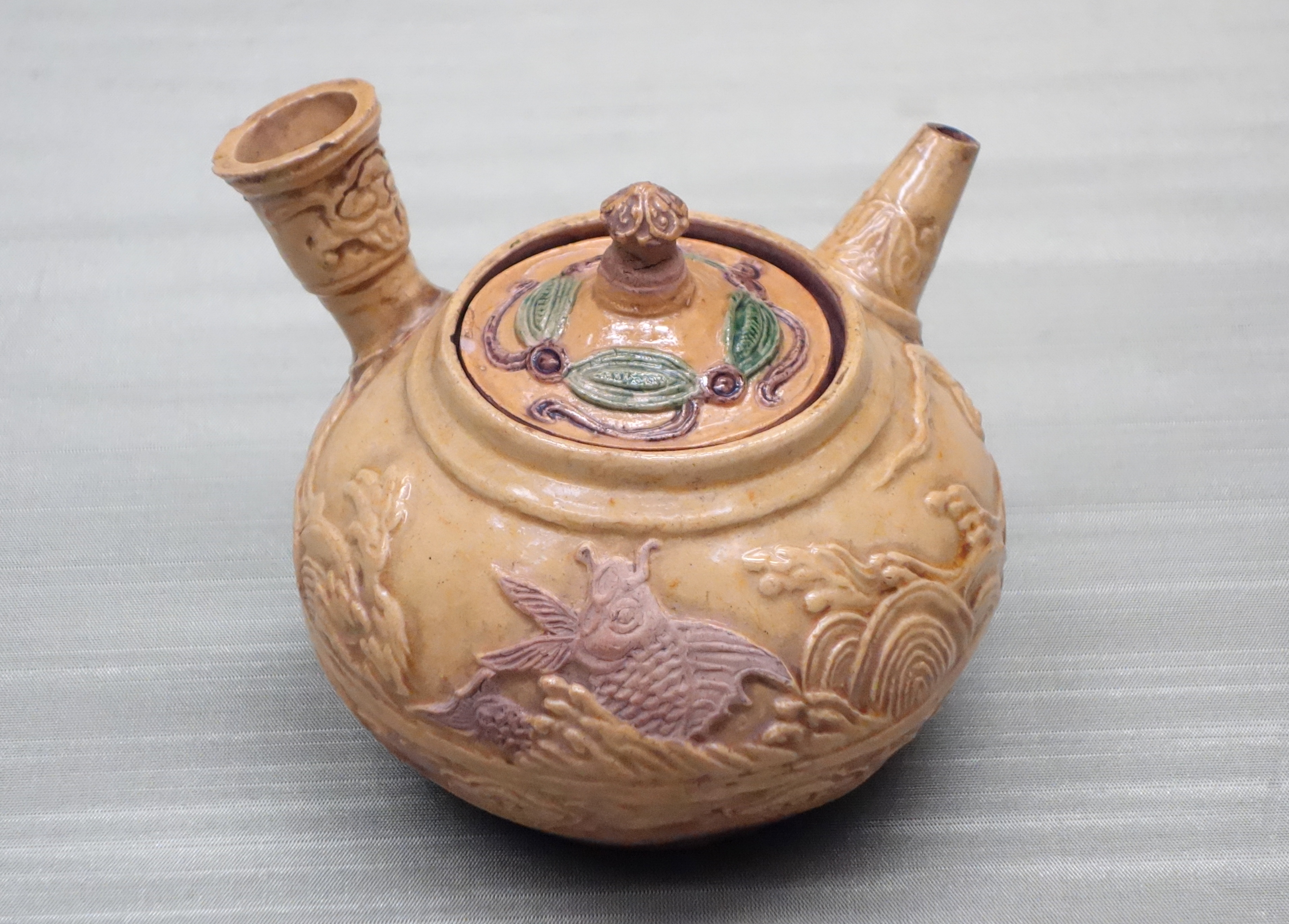
Teekanne
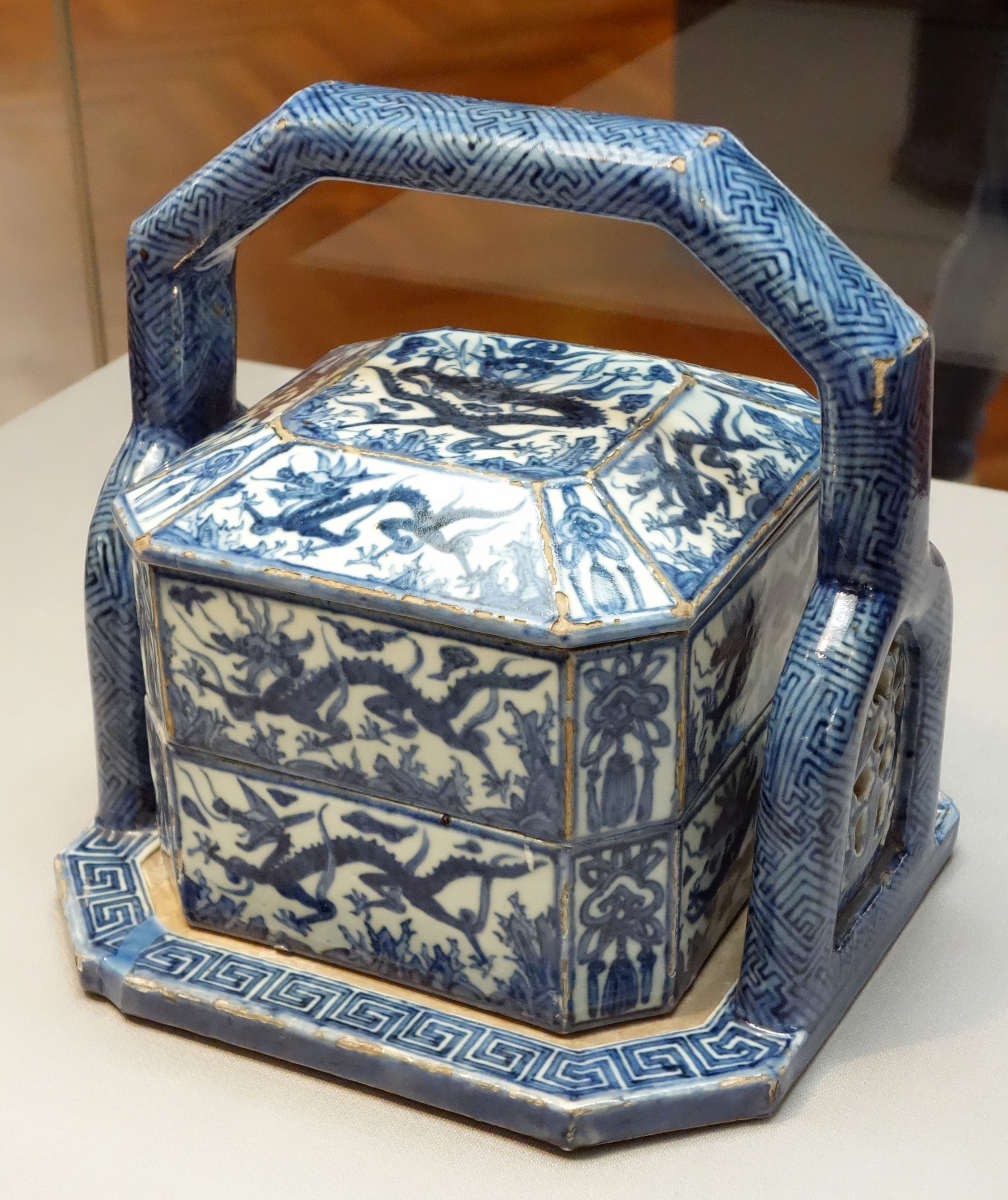
Lunchbox mit Griff
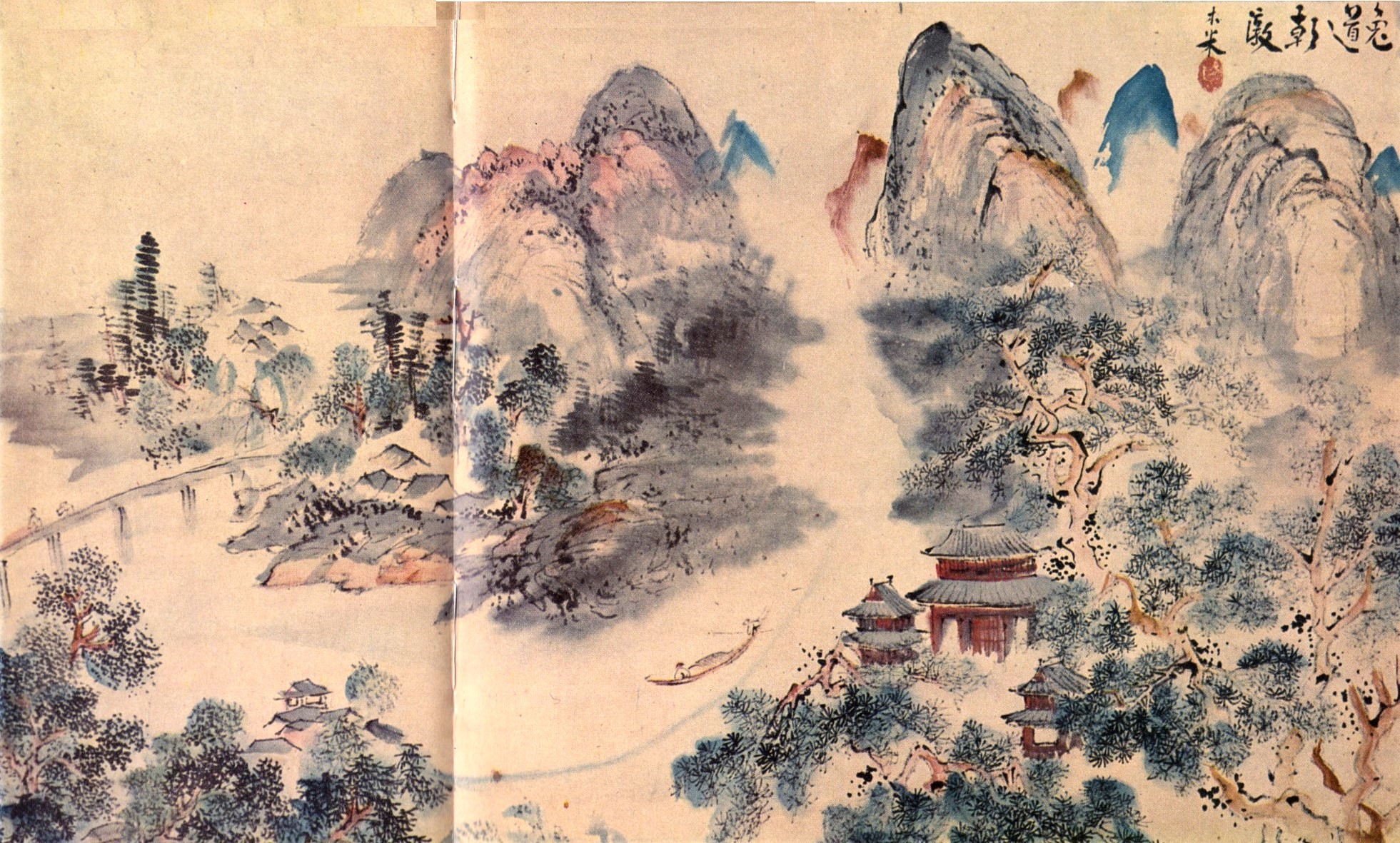
Sonniger Morgen am Uji[A 3]
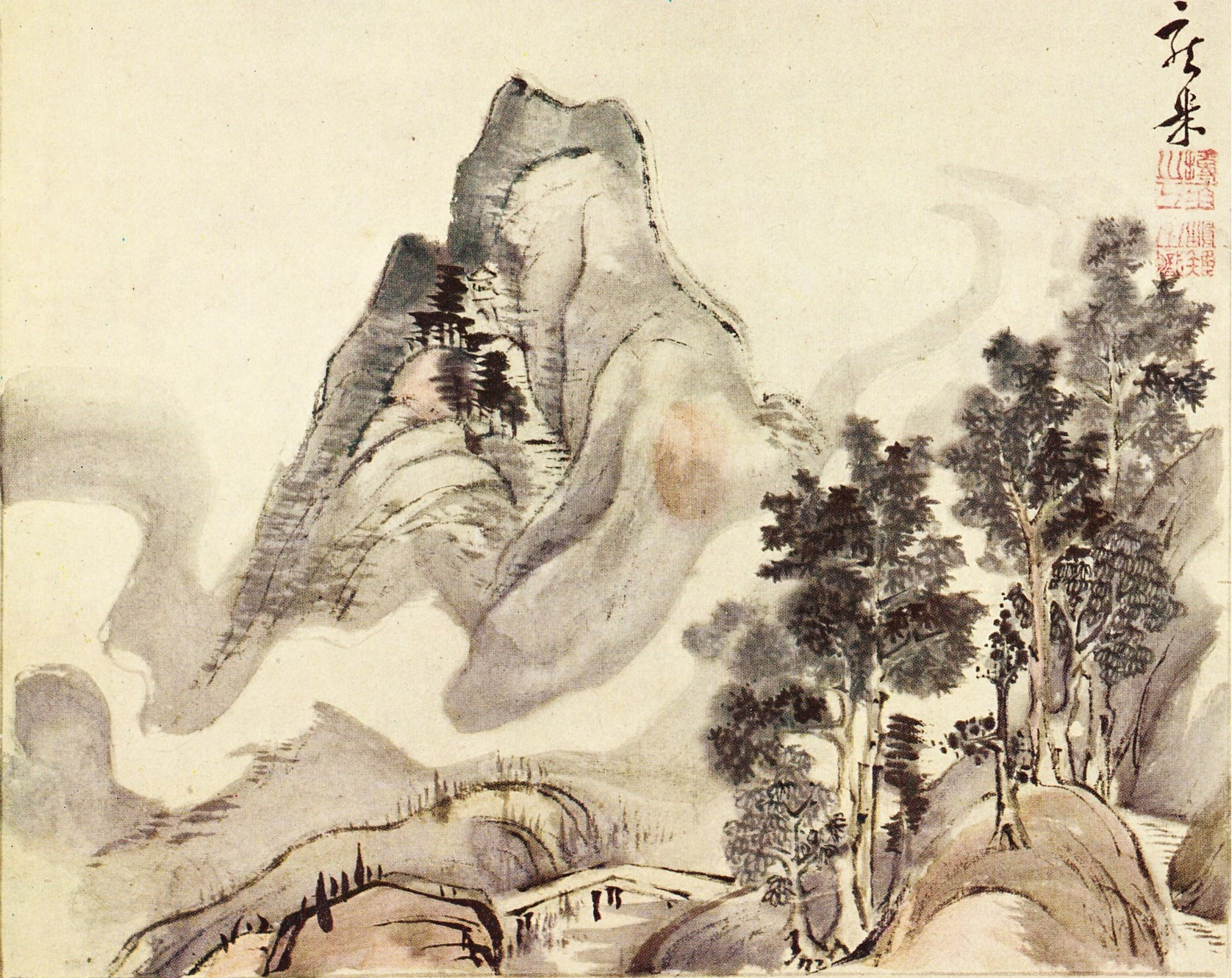
Wolken am Bergfuß[A 4]
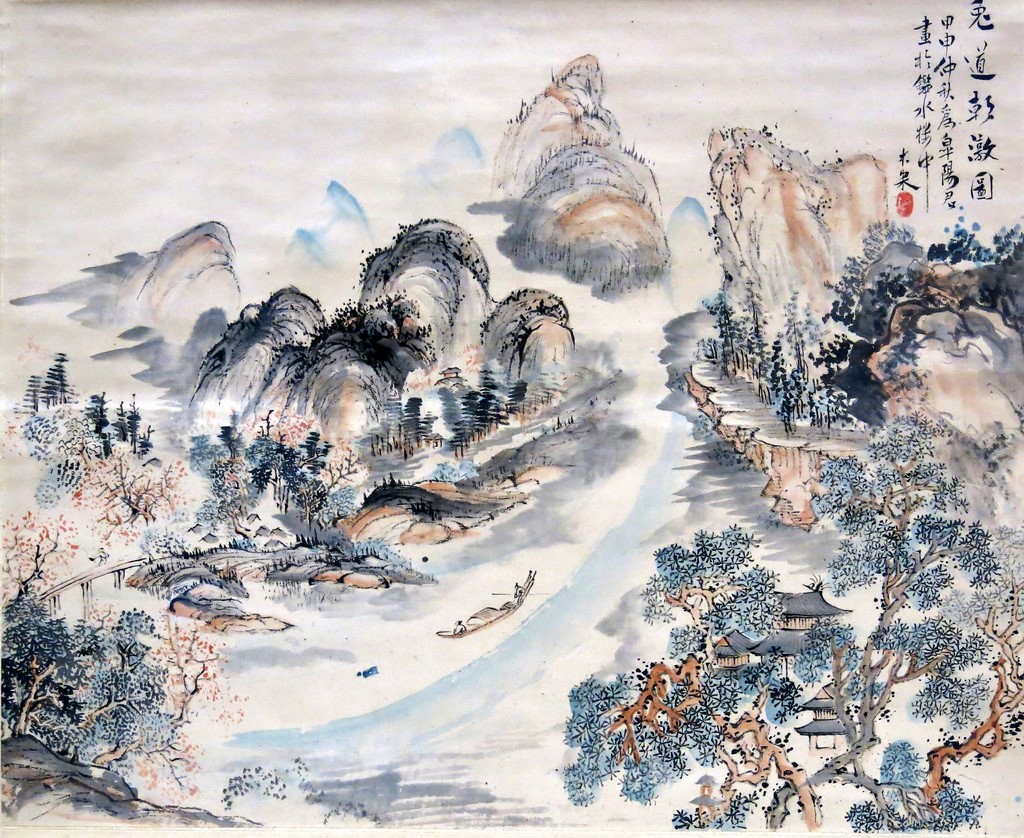
Sonniger Morgen am Uji[A 5]
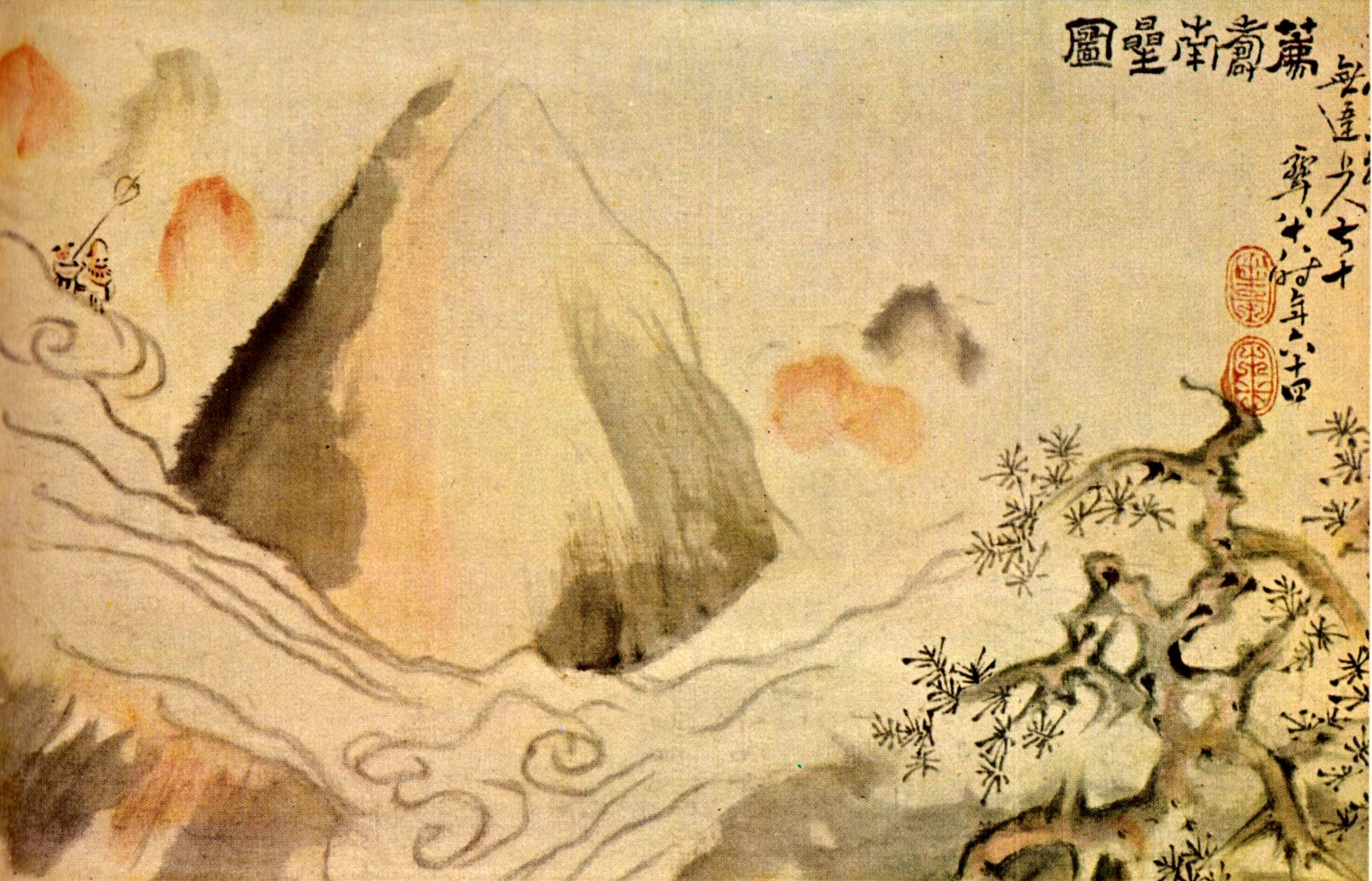
Der Gott des Ewigen Lebens reitet auf einer Wolke